# Zygmunt Męski
Zygmunt Męski (16. srpna 1872 Jedlicze-Borek – 5. října 1949) byl rakouský římskokatolický duchovní a politik polské národnosti z Haliče, na počátku 20. století poslanec Říšské rady.

## Biografie
Vychodil gymnázium v Sanoku v letech 1884–1891 a v letech 1891–1895 kněžský seminář v Přemyšli. Na kněze byl vysvěcn 9. července 1895. Sloužil v armádě. Byl vojenským kaplanem (v letech 1895–1896), později v záloze. Nastoupil jako vikář do Dębowiece, později administrátorem a proboštem v této obci až do roku 1923. Zasedal v obecní radě v Dębowieci a byl prezidentem záložny Pomoc a předsedou rolnického spolku. Podporoval místní rolnictvo a školství.
Působil také coby poslanec Říšské rady (celostátního parlamentu Předlitavska), kam usedl ve volbách do Říšské rady roku 1907, konaných poprvé podle všeobecného a rovného volebního práva. Byl zvolen za obvod Halič 49. V době svého působení v parlamentu se uvádí jako farář v obci Dębowiec.
Uvádí se jako člen polského středu. Šlo o formaci Polskie Centrum Ludowe, která navazovala na dřívější Stronnictwo Chrześcijańsko-Ludowe (Křesťansko-lidová strana) okolo Stanisława Stojałowského. Po volbách roku 1907 byl na Říšské radě členem poslaneckého Polského klubu.
V roce 1923 byl převeden do Jarosławi a roku 1935 jmenován proboštem a děkanem v Přemyšli. V tomto městě přečkal i druhou světovou válku. Zemřel v roce 1949.